# Philipp Steen

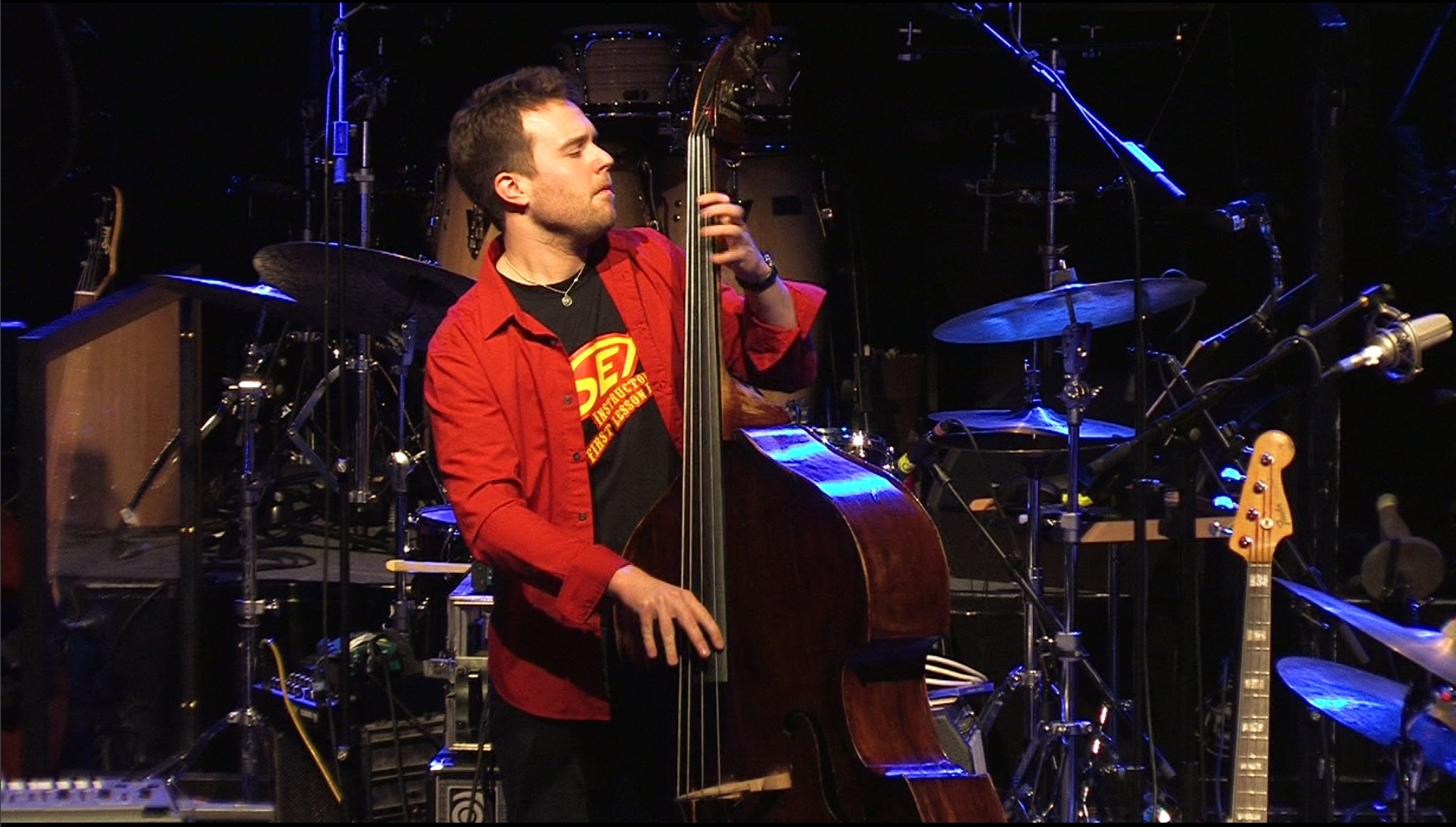
Philipp Steen, 2010

Philipp Steen (* 2. August 1977 in Hamburg-Volksdorf) ist ein deutscher Jazz-Bassist (Kontrabass und E-Bass).

## Leben und Wirken
Steen begann nach klassischem Gitarrenunterricht im Alter von 16 Jahren zunächst mit dem E-Bass. Dabei spielte er Rockmusik mit dem Fender Jazz Bass seines Vaters, der ein Tonstudio im Elternhaus betrieb. Mit wachsendem Interesse für Jazz kam der Kontrabass hinzu. Nach dem Abitur 1997 am Walddörfer-Gymnasium absolvierte er, zeitgleich zum Zivildienst, eine Studienvorbereitende Ausbildung an der Staatlichen Jugendmusikschule Hamburg, bei der er in klassischem Kontrabass, Klavier und Theorie unterrichtet wurde. Von 1998 bis 2002 studierte er an der Hochschule für Musik und Theater Hamburg im Bereich Jazz u. a. bei Dieter Glawischnig, Wolfgang Schlüter, Lucas Lindholm, Willi Beyer und nahm am Kontaktstudiengang Popularmusik (Popkurs) teil.
Seit 1996 spielt er im Hamburger Umfeld in Gruppen von Herb Geller, Jerry Tilitz, Wolfgang Schlüter, Florian Trübsbach, Günter Fuhlisch, Ladi Geisler, Karl Allaut, Lutz Büchner, Milla Kay und hatte überregional und international zahlreiche freie Engagements, u. a. bei Alan Broadbent, Danny Gottlieb, Torsten Goods, Nils Wülker, Johannes Lauer, Billy Harper, Howard Johnson, Lew Soloff, Bobby Shew, Gary Husband, Joshua Redman, Bud Shank, Torsten de Winkel, Eric Alexander, David Schnitter.
Seit 2002 spielt er mit Boris Netsvetaev und Kai Bussenius im Hammer Klavier Trio. Festivals und Tourneen führten ihn durch Europa, nach Asien, New York und in die Karibik.
Im Jahre 2008 erhielt er das Jazz-Stipendium der Dr. E. A. Langner-Stiftung für Hamburger Jazzmusiker bis 30 Jahre. Steen lebt in Hamburg.

## Diskographie (Auswahl)
- Florian Trübsbach – Wearing Down (r3w Records, 2014, mit Shannon Callahan, Christian Kögel, Wolfgang Zechlin, Bastian Jütte)
- Hammer Klavier Trio – Rocket in the Pocket (Jan Matthies Records, 2012)
- Wolfgang Schlüter Quartet Meets NDR Bigband – Visionen (Skip Records, 2012)
- Eisenrot – Eisenrot (Blue Pearls Music, 2008, mit Björn Lücker, Dirk Achim Dhonau, John Hughes, Heinz-Erich Gödecke, Christophe Schweizer)
- Trio Connex – Trio Connex (Schoener Hören, 2005, mit Lutz Büchner, Björn Lücker)
- Buggy Braune Quintet – Silence but You (Schoener Hören, 2005, mit Sandra Hempel, Florian Trübsbach, Derek Scherzer)
- Daniel Scholz - Solutions (DS Label 2021, mit André Schwager, Konstantin Herleinsberger, Steve Wiseman)